# Monoqueima
Monoqueima é um procedimento na qual são queimados, simultaneamente, a base e o esmalte, em temperaturas que giram em torno de 1.000°C a 1200°C no processo de fabricação de cerâmica de revestimento.
Esse processo determina maior ligação do esmalte ao suporte (base), conferindo-lhe melhor resistência à abrasão superficial, dependendo das características técnicas do esmalte aderido, resistência mecânica flexão queimado e química. A baixa ou alta absorção de água depende do produto produzido, pois pode-se ter tanto um porcelanato esmaltado e queimado nas condições de monoqueima, com um %Aa de 0,05, quanto uma monoporosa que tem %Aa acima de 10%.